# Nová Ves (district de České Budějovice)
Pour les articles homonymes, voir Nová Ves.
Nová Ves (en allemand : Neudorf ou Neudorf bei Budweis) est une commune du district de České Budějovice, dans la région de Bohême-du-Sud, en Tchéquie. Sa population s'élevait à 802 habitants en 2023.

## Géographie
Nová Ves se trouve à 8 km au sud-est du centre de České Budějovice et à 129 km au sud de Prague.
La commune est limitée par Staré Hodějovice au nord, par Ledenice à l'est, par Strážkovice au sud et par Borovnice, Nedabyle et Doubravice à l'ouest.

## Histoire
La première mention écrite du village date de 1573.

## Galerie

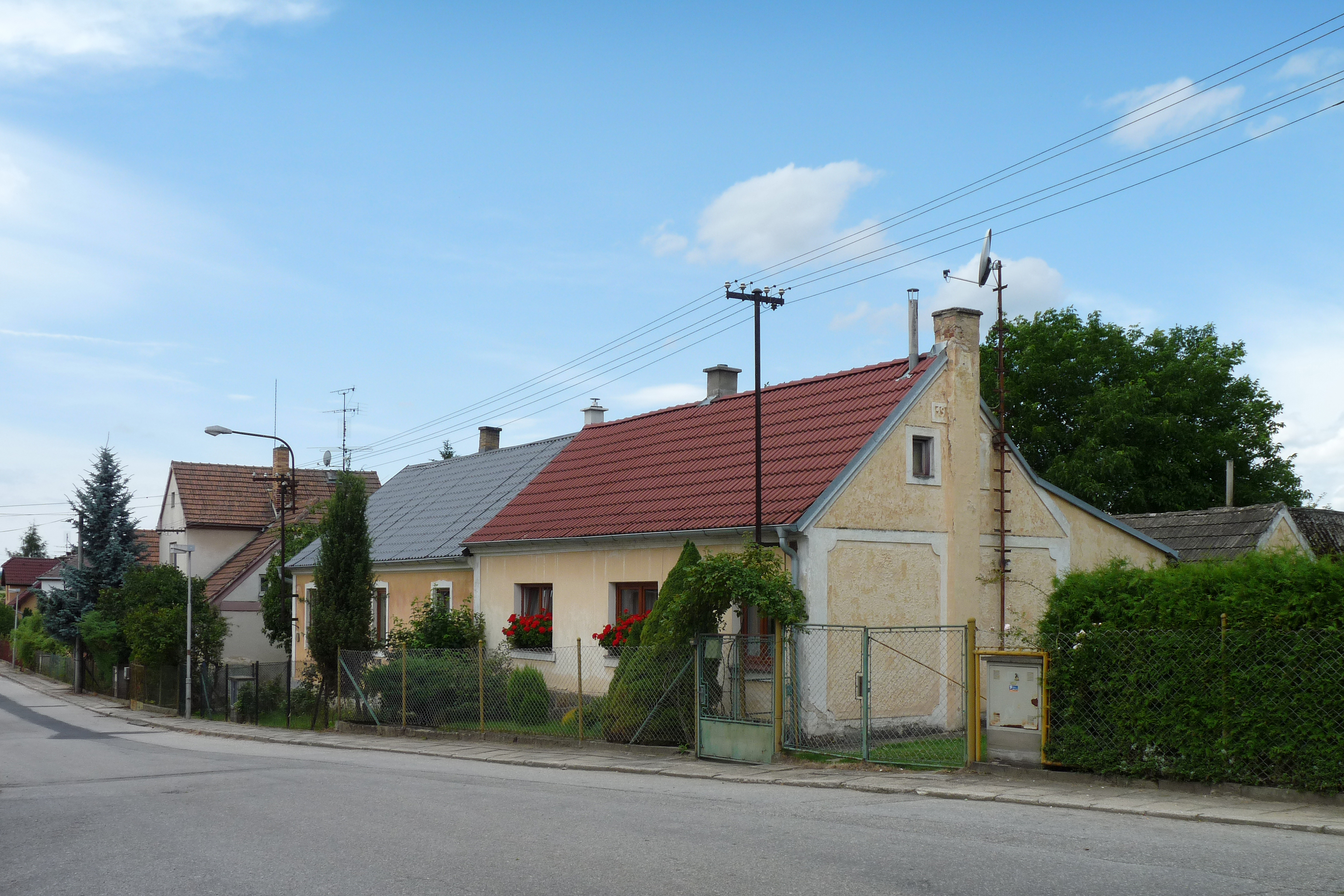
Rue de Nová Ves.
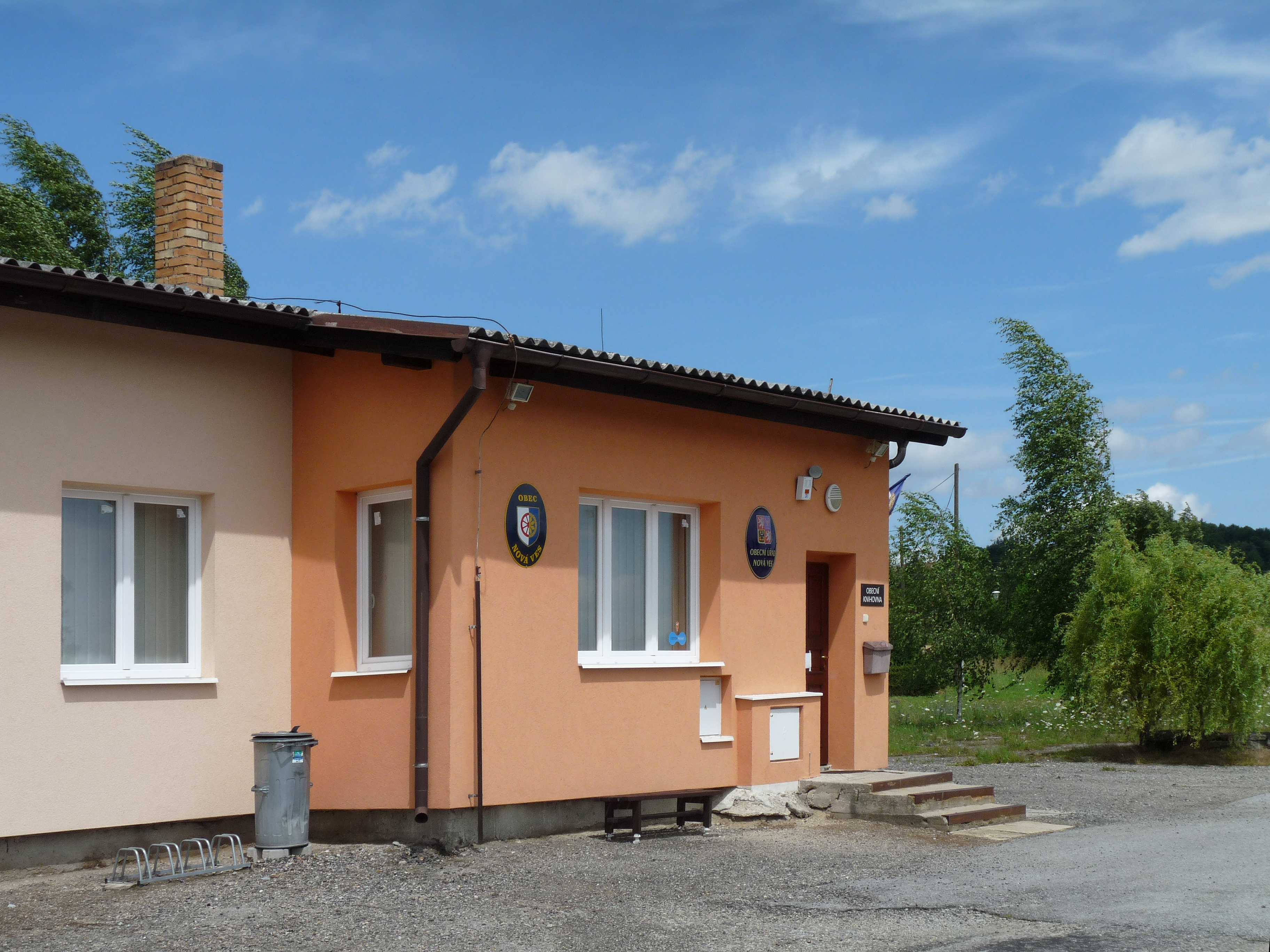
Nová Ves : la mairie.

## Transports
Par la route, Nová Ves se trouve à 8 km de České Budějovice et à 158 km de Prague.